# Sonia Brex
Sonia Brex  ist eine italienische Musikerin. Sie lebt in Berlin.
Brex studierte Piano und klassische Musik am Konservatorium von Catania (Italien), brach aber das Studium ab, um in der Band Quartered Shadows zu spielen. 1990 verließ sie Italien und siedelte nach Berlin um. 2010 erschien ihr drittes Soloalbum („Naif“). Ihre Musik enthält hauptsächlich elektronische Elemente, Anleihen aus Jazz und Easy Listening. Sie wurde in der Initiative Musik gefördert.

## Diskografie (Alben)
- 1992 Last floor Beach
- 2003 Winter in Summer
- 2010 Naif
- 2014 Sonia Brex & Band Live
- 2015 A Change
- 2015 Scusami
- 2019 Terra